# حلقة الجمعيات الكشفية الألمانية
حلقة الجمعيات الكشفية الألمانية هي المنظمة الكشفية الوطنية الألمانية في إطار المنظمة العالمية للحركة الكشفية. ولديها 115944 عضو (اعتبارا من 2011). تأسست الحلقة في عام 1949 وتأسس فرع الفتيات في عام 1950.

## روابط خارجية
- الموقع الرسمي